# Kanton Vannes-Centre
Kanton Vannes-Centre (francouzsky Canton de Vannes-Centre) je francouzský kanton v departementu Morbihan v regionu Bretaň. Tvoří ho pouze centrální část města Vannes.